# Langbathseen
Die Langbathseen sind zwei Bergseen im Salzkammergut im Gemeindegebiet von Ebensee am Traunsee:
- Vorderer Langbathsee
- Hinterer Langbathsee

## Geografie und Landschaft
Die beiden Seen liegen in einem langen Talkessel, der sich zwischen dem eigentlichen Kalkmassiv des Höllengebirges und einer Flyschkette erstreckt. Sie zeichnen sich durch glasklares Wasser in Trinkwasserqualität aus.
Der Vordere Langbathsee ist auf der Langbathsee Straße (L1297) mit dem Auto erreichbar.

## Wanderwege
Wege im Raum der beiden Seen sind:
- Rundwanderweg
- 828 Schafluckensteig am Brunnkogel vorbei zum Hochleckenhaus, in der anderen Richtung über Lueg zum Gasthof Großalm an der Großalmstraße Altmünster–Steinbach am Attersee
- 832 zum Feuerkogel, in der anderen Richtung zur Hochsteinalm, Überschreitung nach Traunkirchen am Traunsee oder Neukirchen/Altmünster
- Panorama-Reitweg